# Mycoplasma testudinis
Mycoplasma testudinis è una specie di batterio appartenente alla famiglia delle Mycoplasmataceae.